# Florian Meier (Politiker, 1987)
Florian Meier (* 1987) ist ein Schweizer Politiker (Grüne).

## Leben
Florian Meier schloss 2016 an der Zürcher Hochschule für Angewandte Wissenschaften (ZHAW) ein Studium der Energie- und Umwelttechnik mit Fachrichtung Umwelt und Nachhaltigkeit ab. 2019 absolvierte er an der Hochschule Luzern (HSLU Luzern) das MAS-Studium Energieingenieur Gebäude. Meier arbeitet als Bauphysiker in einem Ingenieurbüro in Winterthur und lebt auch dort.

## Politik
Florian Meier konnte bei den Kantonsratswahlen 2019 nach dem Verzicht der gewählten Nina Wenger und der nächst platzierten Reto Diener und Christian Griesser in den Kantonsrat des Kantons Zürich nachrücken. Er ist seit 2019 Mitglied der Kommission für Energie, Verkehr und Umwelt.
Meier ist Präsident des Püntenvereins Revier Neuwiesen in Winterthur.